# Ulises Estrella
Pour les articles homonymes, voir Estrella.
Ulises Moya Estrella, né à Quito le 4 juillet 1939 et mort dans cette ville le 27 décembre 2014,, est un poète équatorien. Il est cofondateur du tzantzismo, un mouvement des années 1960. Il est aussi une autorité reconnue dans le domaine du cinéma et a dirigé pendant plus de trente ans la Cinémathèque nationale, au sein de la Maison de la culture équatorienne (es) (Casa de la Cultura Ecuatoriana).

## Recueils de poésie
- Clamor (1962) co-écrit avec Alejandro Katz
- Ombligo del Mundo (1966)
- Apenas de este mundo (1967)
- Convulsionario (1974)
- Aguja que rompe el tiempo (1980)
- Fuera del Juego (1983) - lauréat du prix Jorge Carrera Andrade (Quito)
- Sesenta Poemas (1984)
- Interiores (1986)
- Cuando el sol se mira de frente (1989)